# Maurice Gardès
Maurice Marcel Gardès (4th arrondissement of Lyon, 1945. február 4. –) francia katolikus pap, auch-i római katolikus emeritus érsek.

## Élete
Maurice Gardèst 1975. június 22-én szentelték pappá. II. János Pál pápa 2004. december 21-én Auch érsekévé nevezte ki. Toulouse érseke, Émile Marcus P.S.S. a következő év február 6-án szentelte fel; Társszentelő volt Philippe Barbarin bíboros, Lyon érseke és Maurice Fréchard CSSp, Auch emeritus érseke. 2019. január 7-én indult büntetőeljárás Barbarin és Gardès érsek, valamint Thierry Brac de la Perrière püspök ellen szexuális zaklatás eltitkolása miatt.2020. október 22-én Ferenc pápa életkora miatt elfogadta nyugdíjazását.

## Fordítás
Ez a szócikk részben vagy egészben  a   Maurice Marcel Gardès című német Wikipédia-szócikk ezen változatának fordításán alapul.  Az eredeti cikk szerkesztőit annak laptörténete sorolja fel. Ez a jelzés csupán a megfogalmazás eredetét és a szerzői jogokat jelzi, nem szolgál a cikkben szereplő információk forrásmegjelöléseként.